# 春嬌與志明
《春嬌與志明》是一部2012年上映、香港與中國大陸合拍的都市愛情片，為2010年香港電影《志明與春嬌》的續作，由中影寰亞音像製品有限公司和寰亞電影有限公司出品，美亞華天下電影發行有限公司和美亞娛樂發行。該片由《志明與春嬌》的原班人馬打造，由楊千嬅、余文樂領銜主演，香港知名導演彭浩翔監製並執導。劇情上承襲前作，講述了分手後的男女主角分別來到北京發展，並各自收穫新的戀情，然而在兩人不期而遇後，藕斷絲連的情愫令二人舊情復燃，最終重修舊好。
本片於2011年7月中旬在香港開機，8月初轉戰北京取景拍攝，8月30日殺青關機。2012年3月29日，影片在香港開畫公映，3月30日在中國大陸正式上映；同年4月19日和5月17日，分別在馬來西亞和新加坡上映。
楊千嬅憑本片第二度YAHOO!搜尋人氣大獎「本地女演員」。本片獲得YAHOO!搜尋人氣大獎「本地電影」及大阪亞洲電影節「觀客賞」。
本片在2013年第32屆香港電影金像獎上獲得三項提名，其中楊千嬅憑「余春嬌」角色擊敗影后周迅及天后鄭秀文，首次奪得香港電影金像獎最佳女主角，成為繼1988年巨星梅豔芳後第二位「歌影雙后」。

## 故事大綱
余春嬌（楊千嬅飾）和張志明（余文樂飾）共賦同居，奈何志明在廣告公司的工作時間及壓力甚大，令春嬌甚感不滿，最後決定搬回娘家。二人分手之後，志明前往北京工作，因而在飛機上認識了空姐尚優優（楊冪飾），隨即展開了一段戀情。半年後，春嬌亦被公司調職至北京，與志明在北京重逢，此時卻遇上對春嬌有好感的鑽石王老五Sam（徐崢飾）……

## 演員表
| 演員     | 角色            | 備註                                                    |
| 楊千嬅   | 余春嬌          | 張志明之前女友，後為情人，最後復合 Sam之女友，後分手    |
| 余文樂   | 張志明          | 余春嬌之前男友，後為情人，最後復合 尚優優之男友，後分手 |
| '楊冪    | 尚優優          | 張志明之女友，後分手                                    |
| 徐崢     | Sam             | 余春嬌之男友，後分手                                    |
| 陳逸寧   | Isabel          |                                                         |
| 林兆霞   | Brenda          |                                                         |
| 谷德昭   | 達哥            |                                                         |
| 詹瑞文   | Paul            |                                                         |
| 司徒慧焯 | 李公公          |                                                         |
| 黃曉明   | Ben Cheng       |                                                         |
| 鄭伊健   | 鄭伊健          |                                                         |
| 王馨平   | 王馨平          |                                                         |
| 田蕊妮   | 娥姐            |                                                         |
| 邵音音   | 春嬌母          |                                                         |
| 曾國祥   | 春嬌弟          |                                                         |
| 谷祖琳   | 孖K             |                                                         |
| 方皓玟   | Patty           |                                                         |
| 閻汶宣   | Mandy Fung      |                                                         |
| 劉浩龍   | 陳強 (Ken)      |                                                         |
| 周子揚   | 蔣浩龍 (Horace) |                                                         |
| 黃素歡   | 按摩技師        |                                                         |
| 王珂     | 樂隊成員        |                                                         |
| 王太利   | Tony            |                                                         |
| 彭浩翔   | Michael         |                                                         |

## 電影宣傳單曲
《春嬌與志明》CD Single+DVD

發行日期：2012年3月16日

格式：CD+DVD 

曲目：
Track 1：《氾濫》
- 演唱：余文樂
- 作曲：曲婉婷
- 填詞：陳詠謙
- 編曲：馮翰銘
- 監製：馮翰銘

Track 2：《沒有目的地愛了》
- 演唱：楊千嬅
- 作曲：曲婉婷
- 填詞：曲婉婷
- 編曲：張峽浩
- 監製： / 張峽浩

## 電影原聲大碟
《春嬌與志明》電影原聲大碟

發行日期：2012年3月30日

格式：CD

曲目：
Track 01. 法國人惹的禍 
Track 02. Drenched - 曲婉婷
Track 03. Water Melon Bossa 
Track 04. Chop Pig Chair 
Track 05. 離開好地方 
Track 06. 好地方（北京版） 
Track 07. Rendezvous Valse 
Track 08. 我的歌聲裡 - 曲婉婷
Track 09. Anyway At All 
Track 10. Smoky Memory 
Track 11. He Said You Are Beautiful 
Track 12. Date In Bed 
Track 13. Queen Of Hea 
Track 14. What's Behind 
Track 15. Third Party 
Track 16. Flirt Again 
Track 17. Blind Date Club 
Track 18. Who's 余春嬌? 
Track 19. To Be Honest 
Track 20. 草坪，野餐，好舒服 
Track 21. 春天 
Track 22. Transparent Secret (EKIN version) 
Track 23. Mirror Of You 
Track 24. Why Couldn't Be Together Everyday? 
Track 25. Time To Leave, Bye! 
Track 26. Time To Chase You Back 
Track 27. 掛住你呀！ 
Track 28. Love Means... 
Track 29. Love In The Buff

## 票房
該片於香港上映一個月後票房累積逾$27,974,902，成為2012年度香港華語電影票房季軍。
本片在中國大陸亦收穫不俗票房，首週兩天為1850萬元，至4月29日累計7188萬元。
| 上一届： 《大追捕》 | 2012年香港一週票房冠軍 第13週（3月26日—4月1日） 第14週（4月2日—4月8日） | 下一届： 《超級戰艦：異形海戰》 |

## 評價
- 截至2012年4月2日，《春嬌與志明》在爛蕃茄影評統計網站上總共獲得89%的新鮮評價。[15]
- 蘋果日報的黃國兆表示：「《春嬌與志明》可能是彭浩翔出道以來，最能駕馭整齣影片方向的一次。嚴格來說，影片沒有多餘的鏡頭或多餘的人物，彭浩翔開始展現出大師的風範。」[16]
- 頭條日報的祁佳仕說：「《春嬌與志明》的笑料無疑擊中觀眾的笑穴。笑聲未過，觀眾又會被編導弄得淚珠在眼眶打轉。觀眾的情緒起伏，盡在編導的掌握之中，但最為我津津樂道的，卻是四名迥然不同的角色。」[17]
- 明報的石琪給予3星半評級(5星為最高)，他說：「彭浩翔狀態當弗，《春嬌與志明》尤其拍得聰明，雖有粗口和惡作劇，好在保持女性愛情喜劇的浪漫風趣，爽快地口沒遮攔而沒有超出道德底線，可謂無傷大雅，是彭浩翔迄今最符合主流情趣之作。」[18]
- 紐約時報：映像獨特，粗口尖辣。
- 洛杉磯時報：浪漫與怪趣兼具的電影！充滿現代生活氣味。
- Variety：在輕鬆的結構和劇情張力中，演員表現極度自然。
- Twitch：本年度最佳浪漫愛情喜劇。
- Slant Magazine：令人興奮跳脫的品質，令人想起法國新浪潮的佳作。
- Time Out：罕有能牽動觀眾情緒，又笑料不斷的大眾化喜劇。
- 晴報：可說是首部沒有“水土不服”的合拍片。

## 提名及獎項
| 獎項                             | 類別                   | 名字           | 結果 |
| -------------------------------- | ---------------------- | -------------- | ---- |
| 第十三屆華語電影傳媒大獎         | 观众票选最受瞩目女演员 | 楊冪           | 提名 |
| 第十三屆華語電影傳媒大獎         | 观众票选最受瞩目男演员 | 余文樂         | 提名 |
| 第十三屆華語電影傳媒大獎         | 觀眾票選最受矚目電影   | 《春嬌與志明》 | 提名 |
| 2012年度YAHOO!搜尋人氣大獎       | 人氣本地電影           | 《春嬌與志明》 | 獲獎 |
| 2012年度香港電影工作者總會頒獎禮 | 2012年度最受推介電影   | 《春嬌與志明》 | 獲獎 |
| 2012年度香港電影工作者總會頒獎禮 | 2012年度傑出導演       | 彭浩翔         | 獲獎 |
| 第五届武漢大学生电影节           | 最受大学生喜爱导演奖   | 彭浩翔         | 獲獎 |
| 第32屆香港電影金像獎             | 最佳導演               | 彭浩翔         | 提名 |
| 第32屆香港電影金像獎             | 最佳編劇               | 彭浩翔、陸以心 | 提名 |
| 第32屆香港電影金像獎             | 最佳女主角             | 楊千嬅         | 獲獎 |
| 第9屆華鼎獎                      | 中國最佳女主角         | 楊千嬅         | 提名 |

## 軼事
- 此電影是楊千嬅首部超過2700萬票房的電影。